# ASALM
L'ASALM, ou Advanced Strategic Air-Launched Missile (Missile stratégique avancé aéroporté), était un programme de missile stratégique à moyenne portée développé à la fin des années 1970 pour l'United States Air Force.
Prévu pour être utilisé comme arme air-surface et air-air contre les AWACS, son développement atteignit le stade des tests de propulsion, avant d'être finalement abandonné en 1980.

## Conception et développement
Le développement de l'ASALM fut lancé en 1976. Il devait assurer le remplacement de l'AGM-69 SRAM, alors en service dans l'Air Force, tout-en étant doté d'une portée plus importante et d'une vitesse supérieure. Il devait également être plus à-même d'attaquer des cibles durcies.
En supplément, une spécification du cahier des charges stipulait qu'il devait pouvoir être employé comme missile air-air, dans un rôle secondaire d'arme anti-AWACS, s'occupant de détruire les avions de veille et d'alerte radar avancée.
Les constructeurs Martin Marietta et McDonnell Douglas firent des propositions pour le contrat, le premier ayant choisi un concept incluant le système de propulsion de Marquardt Corporation et le second se basant sur un propulseur développé par United Technologies Corporation. L'armée de l'air américaine choisit la proposition de Martin Marietta.

## Caractéristiques
La taille de l'ASALM était limitée par le fait qu'il devait pouvoir être accroché sous les mêmes points d'emports que son aîné, le SRAM. Le missile aurait été dirigé dans sa course par de petites ailettes de queue, mais ne possédait pas d'ailes pour générer sa portance. Cette portance aurait été générée par la forme particulière du fuselage, associée à la grande vitesse de croisière du missile. Ce concept de « lifting bodies », que l'on pourrait traduire par « fuselages porteurs » était d'ailleurs devenu une spécialité de la firme Marietta, qui avait déjà expérimenté à de maintes reprises ce concept afin que le gouvernement américain puisse mettre-au-point la navette spatiale (prototypes X-23A PRIME, X-24A et X-24B).
Le guidage devait être assuré pendant la première partie du vol par un système de navigation à centrale inertielle, alors que la phase de guidage terminal aurait été assurée par un autodirecteur à deux modes de fonctionnement. La propulsion aurait été assurée par un combiné fusée-statoréacteur, qui aurait agi comme un propulseur à carburant solide pendant la phase d'accélération, et comme un statoréacteur pour la phase de croisière. En effet une fois la fusée ayant fini sa combustion, sa structure aurait été éjectée et cet emplacement vide serait devenu la chambre de combustion du statoréacteur, qui était prévu de brûler du carburant « Shelldyne-H ».
Le missile aurait dû être employé par le bombardier B-1 Lancer et par une version modifiée du FB-111.

## Carrière opérationnelle

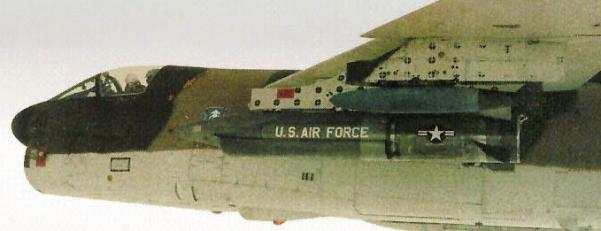
Véhicule de test de propulsion de l'ASALM, emporté par un A-7 Corsair II

Plusieurs tests furent menés, à partir du mois d'octobre 1979, afin de valider le système Marquardt de propulsion du missile. Après avoir effectué 7 vols d'essais, une vitesse maximale de Mach 5,5 fut atteinte à une altitude de 12 000 m.
Malgré des essais concluants, le programme fut suspendu après son septième vol, en mai 1980. Des restrictions dans le budget de la défense, combinées au développement du missile subsonique AGM-86 ALCM, portèrent le coup de grâce au programme, qui fut définitivement abandonné à la fin de l'année.
Le concept de l'ASALM ne fut pas complètement perdu, car il permit plus-tard de contribuer à la mise au point du drone-cible AQM-127 SLAT.